# Tokió közigazgatása

## Kerületek
| Tokió 23 kerülete | | |
| | - Adacsi (Adachi, 足立区) - Arakava (Arakawa, 荒川区) - Bunkjó (Bunkyō, 文京区) - Csijoda (Chiyoda, 千代田区) - Csúó (Chūō, 中央区) - Edogava (Edogava, 江戸川区) - Itabasi (Itabashi 板橋区) - Kacusika (Katsushika, 葛飾区) - Kita (Kita, 北区) - Kótó (Kōtō 江東区) - Meguro (Meguro, 目黒区) - Minato (Minato, 港区) | - Nakano (Nakano, 中野区) - Nerima (Nerima, 練馬区) - Óta (Ōta, 大田区) - Sibuja (Sibuya, 渋谷区) - Sinagava (Shinagawa, 品川区) - Sindzsuku (Shinjuku, 新宿区) - Szetagaja (Setagaya, 世田谷区) - Szuginami (Suginami, 杉並区) - Szumida (Sumida, 墨田区) - Tosima (Toshima, 豊島区) - Taitó (Taitō, 台東区) |
| A 2003. szeptember 1-jei adatok szerint a 23 kerület összesített népessége 8,34 millió fő, népsűrűsége 13 416 fő/km². | | |

## Nyugat-Tokió
A 23 kerülettől nyugatra található részt Tamaként is ismert.

### Városok
Tokió nyugati részén 26 város található:
| - Akiruno - Akisima - Chofu - Fucsu - Fussa - Hacsiodzsi - Hamura - Higasikurume - Higasimurajama - Higasiyamato - Hino - Inagi - Kijosze | - Kodaira - Koganei - Kokubundzsi - Komae - Kunitacsi - Macsida - Mitaka - Muszasimurajama - Muszasino - Nisi-tokió - Ome - Tacsikava - Tama |

### Települések
Tokió legnyugatibb része hegyvidékes részen fekszik, így itt a népsűrűség sokkal kisebb. Tokió legmagasabb hegycsúcsa, a Kumotori-hegy 2017 m magas. Egyéb csúcsok: Takaszu (1737 m), Odake (1266 m), és Mitake (929 m). Legnagyobb tava a Okutama-tó, a Tama folyón.
- Hinode
- Midzuho
- Okutama
- Hinohara

## Szigetek

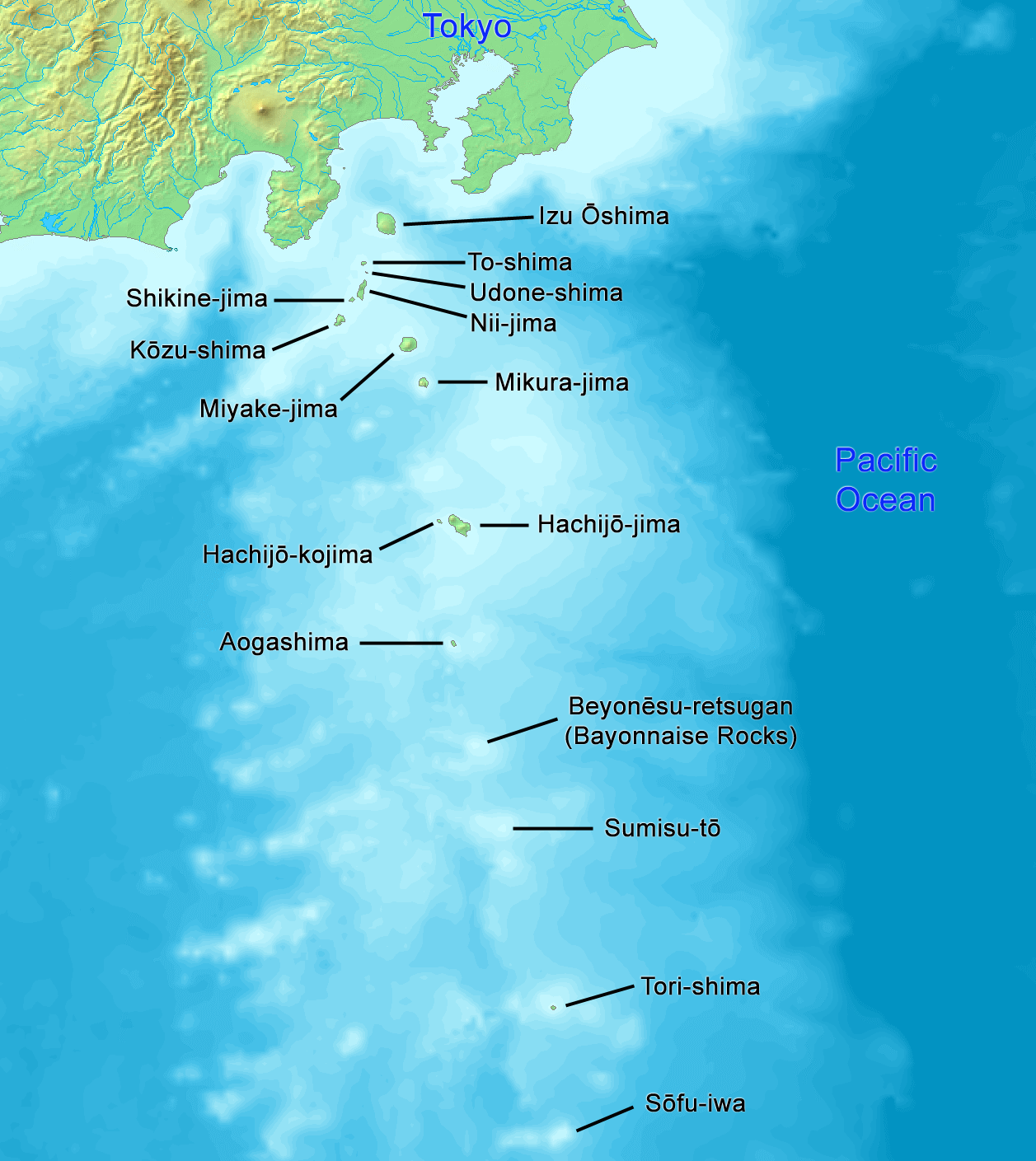
Az Izu-szigetek

### Izu-szigetek
Az Izu-szigetek egy vulkanikus szigetcsoport amely a Fudzsi-Hakone-Izu Nemzeti Park része.
| - Izu Osima - Toshima - Niidzsima - Sikinedzsima - Kodzusima | - Mijakedzsima - Mikuradzsima - Hacsijodzsma - Aogassima |

### Ogaszavara-szigetek
- Ogaszavara
- Csicsi-dzsima
- Nisinosima
- Haha-jima
- Kita Ivo Dzsima
- Ivo Dzsima
- Minami Ivo Dzsima

## Nemzeti Parkok
A Tokió prefektúrában három nemzeti park található:
- Csicsibu Tamakai Nemzeti Park
- Meidzsi no Mori Takao Quaszi Nemzeti Park
- Fudzsi-Hakone-Izu National Park
- Ogaszavara Nemzeti Park